# Jörg Kretzschmar
Jörg Kretzschmar (* 9. Dezember 1964 in Riesa) ist ein ehemaliger deutscher Fußballspieler.

## Sportliche Laufbahn
Als 18-Jähriger war Jörg Kretzschmar mit einem Einsatz am Oberligaaufstieg der BSG Stahl Riesa 1982/83 aus der zweitklassigen Liga beteiligt. Im gemeinsamen Saisonvorschauheft von Sportecho und fuwo erschien der damalige Instandhaltungsmechaniker, der 1971 bei Stahl mit dem Fußball begonnenen hatte und später bei der SG Dynamo Dresden ausgebildet wurde, für das Spieljahr 1983/84 im Erstligakader der Riesaer, in dem er in Punktspielen aber nicht eingesetzt wurde. In der Rückrunde dieser Saison lief er für die TSG Gröditz auf.
Der gebürtige Riesaer wollte im Sommer 1984 über die Grenze zwischen Bulgarien und Griechenland den Schritt aus der DDR wagen, wobei nach den damaligen Gesetzen im ostdeutschen Teilstaat galt Republikflucht als strafbare Handlung. Kretzschmar wurde von bulgarischen Grenzsoldaten aufgegriffen, später zurück in die DDR gebracht und dort wegen „versuchten ungesetzlichen Grenzübertritts“ zu einer Gefängnisstrafe verurteilt. 1985 konnte der Fußballer in die Bundesrepublik Deutschland ausreisen, in der beim MTV Hondelage seine fußballerische Laufbahn fortsetzte.
Über gute Leistungen beim VfL Wolfsburg in der drittklassigen Amateur-Oberliga machte Kretzschmar auch Lizenzvereine auf sich aufmerksam. Kretzschmar spielte in der Bundesliga für Borussia Mönchengladbach und in der 2. Bundesliga für den SV Meppen und Hannover 96. Kretzschmar gehörte zur Mannschaft von Hannover 96, die 1992 völlig überraschend als Zweitligist das DFB-Pokal-Finale gegen Borussia Mönchengladbach gewann. Kretzschmar war im abschließenden Elfmeterschießen einer der erfolgreichen Schützen zum 4:3-Sieg der Hannoveraner. Sein erstes Bundesligaspiel absolvierte er am 20. August 1988, als er beim Mönchengladbacher Sieg über Werder Bremen eingewechselt wurde, sein letztes Spiel als Profi war am 30. Mai 1993, als er für Hannover gegen den VfB Oldenburg auflief. In der Bundesliga absolvierte er acht Spiele, ohne ein Tor zu erzielen, in der 2. Bundesliga brachte er es auf 113 Einsätze und zwei Tore für Hannover.
Im Jahr 1992 kam Kretzschmar zu zwei Europapokaleinsätzen im Pokal der Pokalsieger. 1993 ließ er sich reamateurisieren und spielte nur noch in Amateurvereinen. Nebenbei absolvierte er eine Ausbildung zum Bürokaufmann, um sich auf die berufliche Zukunft nach dem Fußball vorzubereiten. Seine letzte Station als aktiver Spieler war ab Januar 1997 der 1. FC Magdeburg, mit dem er am Saisonende in die drittklassige Regionalliga Nordost aufstieg und dort noch drei Spielzeiten absolvierte.

## Trainerlaufbahn
Danach arbeitete Kretzschmar als Trainer in den Amateurklassen des Niedersächsischen Fußballverbandes. Zu seinen erfolgreichsten Stationen als Trainer zählt der MTV Ilten, den er im Winter 2000 übernahm. Nach dem Abstieg in die Kreisklasse führte Kretzschmar die Iltener bis in die Bezirksoberliga (jetzt Landesliga) Hannover. Zu den weiteren Stationen Kretzschmars, der als Sachbearbeiter bei Lotto Niedersachsen arbeitet, zählen unter anderem der TSV Germania Haimar/Dolgen, der TSV Kirchrode und TSV Höver.

## Trivia
Im Januar 1992 unterstellte Kretzschmar in der Zeitung Neue Presse den ehemaligen DDR-Nationalspielern Thomas Doll, Frank Rohde und Andreas Thom, für die Staatssicherheit der DDR gearbeitet zu haben, was sie zurückwiesen. Kretzschmar erläuterte kurz darauf, nicht den Vorwurf erhoben zu haben, dass die Spieler Spitzel gewesen seien. „Jeder, der beim Stasi-Klub Dynamo spielte, hat irgendwie Dreck am Stecken“, so Kretzschmar Ende Januar 1992. Er nahm den Vorwurf, sie hätten für die Stasi gearbeitet, zurück. Doll, Rohde und Thom verzichteten daraufhin auf eine Klage gegen Kretzschmar.